# 约瑟夫·菲茨杰拉德
约瑟夫·菲茨杰拉德（英語：Joseph Fitzgerald，1904年10月10日—1987年3月20日），美国马萨诸塞州人，男子冰球运动员。他曾代表美国国家队参加1932年冬季奥林匹克运动会冰球比赛，获得一枚银牌。